# Middenplatonisme
Het middenplatonisme is de benaming voor het platonisme van de 1e eeuw v.Chr. tot en met de 2e eeuw n.Chr. Qua leer is er weinig over bekend, waarschijnlijk was er geen echte school, en in de bronnen komt geen uniforme, consistente leer naar voren. Toch moet het oorspronkelijke platonisme zich hebben doorontwikkeld in deze periode, omdat via dit middenplatonisme filosofische kenmerken en onderlinge overeenkomsten kunnen worden verklaard in gnostische religies (hermetisme en de gnostiek) en het neoplatonisme, waarvan Plotinus (3e eeuw) de grondlegger was. Over het algemeen was het middenplatonisme eclectisch en verschoof de focus naar metafysica en een soort spiritualiteit.

## Benaming
In de hellenistische periode bestond er geen groep filosofen die werd aangeduid als platonici, omdat platonisten tot dan toe academici werden genoemd, aangezien ze deel uitmaakten van de door Plato gestichte Academie in Athene. Die Academie veranderde mettertijd van karakter en kende vanaf de vroege 1e eeuw v.Chr. steeds meer verdeeldheid. Daardoor groeide de behoefte om een nieuwe groep denkers aan te duiden. Dat gebeurde voor het eerst in de 1e eeuw n.Chr. in het anonieme traktaat Commentaar op de Theaetetus. Een 'platonist' was iemand die (een selectie van) het werk van Plato interpreteerde, en diegene hoefde niet per se tot de Academie en het platonisme te behoren. Men kon bijvoorbeeld een aspect van Plato's filosofie interpreteren via het neopythagorisme, zoals Numenius deed. Een duidelijk gedefinieerde categorie van platonisten met eensluidende filosofie bestond dus niet. Het begrip middenplatonisme is daarom enigszins misleidend, omdat het geen afgebakend en duidelijk gedefinieerd tussenstadium is in de ontwikkeling van Plato's school.

## Oorsprong
Het middenplatonisme kwam vermoedelijk op in Egypte, zoals Alexandrië, waar later ook Plotinus actief was. In de periode waarin het middenplatonisme ontstond, herleefde de belangstelling voor metafysica, theologie, en ascetische en spirituele aangelegenheden. In Alexandrië was bijvoorbeeld de gehelleniseerde jood Philo actief, die door een vorm van platonisme was beïnvloed, en het neopythagorisme leefde er, dat van invloed was op het platonisme van deze periode. De preplotinische filosoof Ammonius Saccas had er tot slot zijn school, waar Plotinus elf jaar kwam. In Porphyrius' beschrijving van Plotinus' leven staat dat deze voor zijn eigen lessen teksten gebruikte van platonistische voorgangers: Severus, Gaius, Atticus (middenplatonisten, 2e eeuw), Cronius (neopythagoreïsch middenplatonist, 2e-3e eeuw), en Numenius. Van alle preplotinische platonisten lijkt Eudorus van Alexandrië (1e eeuw v.Chr.) echter een vroege, belangrijke bron van vernieuwing te zijn.

## Filosofie
In het algemeen is het middenplatonisme de fase waarin platonische denkbeelden worden gecombineerd met denkbeelden van het aristotelisme, stoïcisme en neopythagorisme. Het gebruik van pythagoreïsch gedachtegoed kwam door het groeiende geloof, dat Plato de leerling was geweest van Pythagoras. De focus op de ene of andere stroming kon verschillen van auteur tot auteur. Zo waren Eudorus, Nicostratus en Atticus anti-aristotelisch in hun theorie van de logica. Meer algemeen verschoof de aandacht tevens naar transcendentie en een intelligibele wereld voorbij de materiële wereld.

### Ethiek
Eudorus brak met de latere Academische traditie wat betreft ethiek. Voor Eudorus draaide die niet om het 'leven in overeenstemming met de natuur', maar om het doel (telos), en dat hield in dat de mens zich moest richten op goddelijke, zodat hij erop ging lijken (homoiôsis theôi) en ermee kon versmelten. Plato had weinig gefilosofeerd over de vrije wil, noodzaak en goddelijke voorzienigheid (pronoia), maar sinds de ontwikkeling van het stoïcisme werden die probleempunten belangrijk. Volgens bronnen voor het middenplatonisme, Philo van Alexandrië en Plutarchus, verdedigden middenplatonisten tegelijk de vrije wil en goddelijke voorzienigheid.

### Fysica en metafysica
Eudorus hanteerde het Academische en pythagoreïsche dualisme van monade en dyade: één-veel, goed-slecht, geest-materie etc. Daar plaatste hij echter een oppergod boven die hij het Ene noemde. Die god is totaal transcendent en passief, en is gebaseerd op Plato's notie van het Goede in De staat, die boven Geest (Nous), Waarheid (Aletheia) en Zijn staat. Later zou dit schema door gnostici worden aangepast: de transcendente en goede God brengt de volmaakte Mens (Nous, ook Anthropos genoemd) en Wijsheid (Sophia) voort.
Middenplatonisten onderscheidden echter een tweede god, de actieve Demiurg (Plato's 'ambachtsman'), gebaseerd op de stoïsche Logos (rede), een goddelijke, sturende kracht in de kosmos. Aan dit duale systeem voegden enkele pythagoreeërs en ook Numenius een derde toe. Die werd bij enkelen een aangepaste variant van Plato's Wereldziel, die dan verantwoordelijk was voor de dyade, en dus meervoud, en dus de schepping van de kosmos, maar verschillende bronnen vertonen variaties hierop. In de geschapen kosmos leefden volgens middenplatonisten veel demonen, waaronder slechte, wat mogelijk een Perzische invloed is.
Karakteristiek voor de middenplatonisten (en neopythagoristen) is de terugkeer naar Plato's begrip van onlichamelijkheid, dat in de tussenliggende Griekse filosofie was verdrongen. Plato's Ideeën golden niet alleen als de onderliggende vormen van de fysieke dingen, maar ook als gedachten binnen een transcendent, goddelijk intellect. Dit was het gevolg van de gelijkstelling van de Demiurg met de Logos. Waar sprake was van een Wereldziel, lijken de Ideeën daarin te leven in een afgeleide vorm.